# (11541) 1992 SY14
(11541) 1992 SY14 est un astéroïde de la ceinture principale d'astéroïdes découvert en 1992.

## Description
(11541) 1992 SY14 a été découvert le 28 septembre 1992 à Kushiro (Japon) par Seiji Ueda et Hiroshi Kaneda.

### Caractéristiques orbitales
L'orbite de cet astéroïde est caractérisée par un demi-grand axe de 2,27 UA, un périhélie de 2,03 UA, une excentricité de 0,11 et une inclinaison de 7,71° par rapport à l'écliptique. Du fait de ces caractéristiques, à savoir un demi-grand axe compris entre 2 et 3,2 UA et un périhélie supérieur à 1,666 UA, il est classé, selon la JPL Small-Body Database, comme objet de la ceinture principale d'astéroïdes.

### Caractéristiques physiques
(11541) 1992 SY14 a une magnitude absolue (H) de 14,4 et un albédo estimé à 0,047.